# Fredligt motstånd
Fredligt motstånd (engelska: non-violent resistance) är ett sätt att skapa samhällelig förändring utan att använda våld. Bland kända förespråkare finns eller har funnits Mahatma Gandhi (se satyagraha), Leo Tolstoj, Andrei Sacharov, Martin Luther King, Václav Havel, Aung San Suu Kyi och Lech Wałęsa. Det anammar icke-våld-principen. 

## Olika ord
Flera olika översättningar finns för det engelska non-violent resistance. Det inkluderar fredligt motstånd, ickevåldmotstånd och civilt motstånd (vilket oftast förutsätter frånvaron av vapen). Det kan också jämföras med det närliggande civil olydnad (även passivt motstånd), vilken mer syftar på en ohörsamhet att åtlyda fattade beslut.